# 宮前町 (臺北市)
宮前町為臺灣日治時期臺北市之行政區，該町因為通往台灣神宮之要道而得名，也有知名之宮前公學校。而約略位置在今臺北市中山區中山北路二段與三段交接及農安街、雙城街之商業區一帶。
設町前原屬臺北市牛埔大字，戰後改為臺北市中山區牛埔段，並劃為明和、恆安、晴光3里。

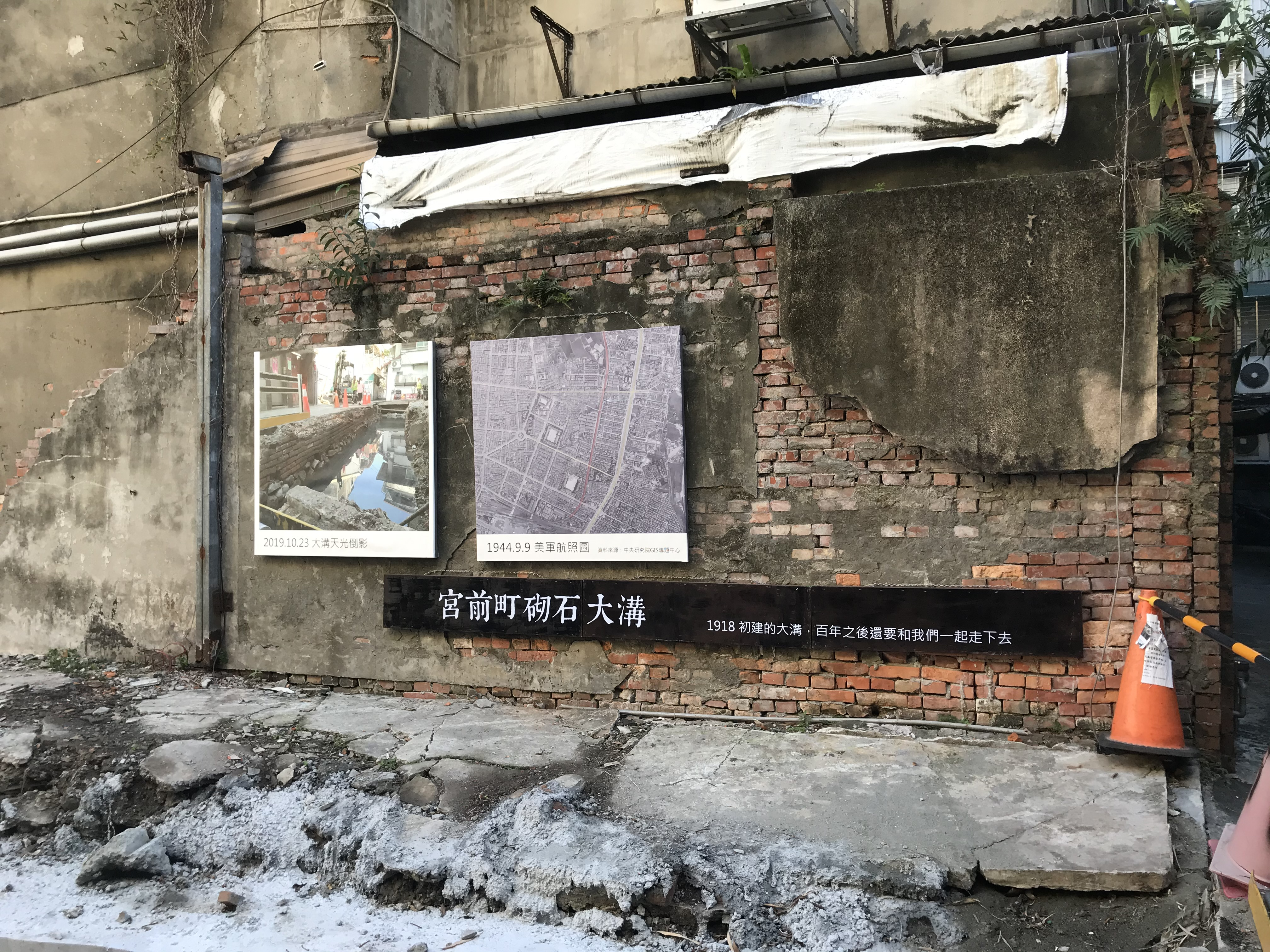
2019年開挖出的大溝遺跡

## 町內設施
- 宮前公學校（今臺北市立中山國小）
- 淡水線（已拆除，今日區內設有臺北捷運雙連站、民權西路站、中山國小站）
- 馬偕病院（今馬偕醫院）
- 中國領事館（1934年遷於宮前町九十番地，1938年關閉）
- 宮前町砌石大溝